# Кримськотатарська етнографія
Кримськотатарська етнографія — матеріальна культура кримських татар, одного з корінних народів України.

## Житло
Матеріальна культура кримських татар багатогранна і має глибоке коріння.  Житло кримських татар, залежно від природно-кліматичних умов у кожному районі, мало свої особливості. Будинки традиційно були витягнутої прямокутної форми з фасадом, що виходили на південь. Дослідник кримськотатарського житла Б. Куфтін виокремив декілька типів осель. Кримськотатарські будинки Бахчисарая — кам'яні з низькими вікнами, огороджені високими парканами.
Всередині стіни штукатурили глиною та білили, дерев'яні стелі прикрашали узором із тонких рейок, карнизи стін — квітковим розписом. При будівництві будинків використовували грубо обтесаний камінь. Другий поверх зводили із легкого матеріалу, тому він ніби «нависав» над кам'яною основою (схожий із візантійськими будинками); якщо в будинку проживав торговець або ремісник — слугував навісом для лавки, кав'ярні тощо. Двір складався із двох частин: азбар — фасадна сторона і усть-азбар — фруктовий сад або виноградник. Сільський будинок (чатмаэв) Бахчисарай. району, в долинах р. Кача та Бельбек, мав високий кам'яний фундамент, який зимою використовували як підвал, а влітку — як житло (магъаз). Стіни другого поверху були дерев'яними, вікна поділені на маленькі віконця. Стелі не було, дах робили із масив. брусків. Степні селища району Карасубазара (нині Білогірськ) і Акмєсджита (Сімферополя) не мали чіткого планування. Двір був низько огороджений.
Житло — прямокутна витягнута споруда з одним-двома вікнами, які закривали промасленим папером, тонкою шкірою, інколи — склом, під двоскатним дахом. Стіни викладали із каменю, дах покривали хмизом, соломою. Заможні господарі замість соломи використовували тесані дошки або дранку, в їхніх будинках також були кімнати для чоловіків, жінок і гостьові. Будинки, розташовані на Південному березі Криму, схожі з малоазійськими, але відрізнялися функціональним плоским дахом. Кімнати розміщувалися не в ряд, а хрестоподібно. Вулиць не було, будинки розташовували на схилах гір один над одним.

Знадвору будували піч (фурун) для випічки хліба. Під час приготування їжі в будинку посеред кімнати на глин. площадці розпалювали вогнище, встановлювали котел і пряму конусоподібну трубу для витяжки диму. Серед особливостей кримськотатарського інтер'єру — мобільність і універсальність, економія господарського простору на користь житлового. Підлогу покривали повстю та килимами. З обох сторін вогнища розміщували вбудовані в стіну шафи (долаф і судолаф) для зберігання посуду, які під стелею з'єднували і утворювали мусандру — полиці, де зберігали фрукти та овочі. Особливість міських будинків — шафа для одягу камере (ніша із полицями, куди складали не лише одяг, а й постіль). Мідний і гончарний посуд розміщували на відкритих полицях (раф). Уздовж стін стояли низькі дивани (сет) із матрасами (міндер), на них — стінні подушки, прикрашені вузькою довгою накидкою. Одяг зберігали у дерев'яних скринях, інкрустованих перламутром. Стіни кімнат прикрашали тканинними і вишитими рушниками, які виконували декоративну і обрядову функції.
«Внутрішнє оздоблення кімнат має повсюдно той самий характер. У кожного будинку в невеликому дворику можна побачити піч для хліба — „фурун“ — широке вогнище з конусною димовою трубою і біля нього невелику шафку — „амам“, що замінює лазню. Вікна у старовинних будинках без скла з вертикальними паличками та віконницями. Обстановка надзвичайно проста та зручна. Глиняна підлога вистелена повстю строкатими половиками», — описав інтер'єр житла кримських татар Бонч-Осмоловський.
29 червня 2024 року у музеї народної архітектури та побуту «Пирогів» відбулась презентація майбутньої реконструкції кримськотатарської садиби, традиційного житла мешканців Криму наприкінці XVIII—XIX століть. Проєкт має на миті познайомити відвідувачів із побутом кримчан того часу, а також розповість про особливості будівництва.

## Одяг
За описом Бонч-Осмоловського, зазвичай чоловіки одягали поверх сорочки яскраво-червоний атласний «мійтан», на голову — «калпак», на ноги — в'язані з білої шерсті шкарпетки, поверх них шкіряні туфлі «хатир» або «хоривля», що легко знімаються. При вході в будинок взуття, за східним звичаєм, залишали на терасі. Під час роботи замість «мійтана» одягали «ксха-чекмен» — коротку, до талії, куртку з бавовни. У дорогу брали «узун-чекмен» — широку шинель із товстої матерії з капюшоном та дуже довгими рукавами. Узун-чекмен добре захищав від негоди, тому був поширений у чабанському побуті. Дорожнє взуття «чарих» — шкіряні постоли чудово витримували кам'янистий ґрунт кримських доріг. Взимку до цього одягу додавали «узун» і «ксха-ені курк» — баранячий кожух та хутряну куртку з короткими рукавами.
Традиційний одяг кримських татарок відповідав ісламським традиціям. Жінки розділяли волосся на проділи, заплітали тонкі косички, які прикрашали амулетом (сачдуа). На голову одягали оксамитову шапочку (фес), зазвичай червоного, бордового кольорів із плоским дном, яку прикрашав топелик, розшитий сріблом або перлами. Поверх шапочки накидали довге широке тканинне або вишите покривало (шербенти або марама). Крім цього, були популярні різні шалі. Невід'ємні атрибути одягу — нижня лляна або бавовняна сорочка (кетен-кольмек), довге приталене плаття (антер), широкі кольорові шаровари, прикрашені біля щиколотки шнурком і галуном. Виріз плаття на грудях закривали прикрасами (герданлыкъ або кокуслыкъ) із набору дрібних монет. Талію підв'язували хусткою (бель явлукъ) або поясом (йипышлыкъушакъ) із срібною пряжкою. Плаття та манжети прикрашали позолоченою вишивкою. Верхній жіночий одяг — оксамитовий кафтан (зыбын) на ваті та коротка хутряна шуба (джуббе або тончукъ). Виходячи з дому, одягали накидку (фередже) білого, рожевого або зеленого кольорів. На ногах носили сап'янові туфлі або чобітки (мест), домашні туфлі без задника (папуч), черевики (терлик), у приміщеннях — в'язані із шерсті тапочки (кальчин) або шерстяні панчохи із кольоровим узором (сырлычорап), у негоду для збереження взуття використовували дерев'яні ходулі (налын), прикрашені різьбленням або перламутром.
Жінки носили багато ювелірних прикрас: перстні (юзюк), браслети (билезлик), сережки (купе), намисто (боюнджакъ), срібні амулетниці (дувалыкъ) або сумочки з молитвою із Корану. Чоловіки також носили спідню сорочку (кетен-кольмек), широкі суконні шаровари (сокъмаштан або шалвар), шерстяний пояс (къушакъ). Серед головних уборів — низька бараняча шапка (калпак), тюбетейка (такъие або фес). Поверх сорочки одягали короткий оксамитовий жилет (елек) із галуном, куртку з довгими або коротким рукавами і кафтан (чекмен). Узимку носили кожухи. Взуття шили зі шкіри вола: туфлі (чарыкъ), чоботи (чизма) із підкованими каблуками. Духовні особи одягали халати і чалму (сарыкъ). Дитячий одяг виготовляли індивідуально кожній дитині, широко використовували обереги, зокрема у шапочки (назар-фес) підшивали листок із молитвою.

## Традиційна їжа
Традиційна їжа кримських татар різноманітна, позначена впливом грецької, італійської, турецької, російської, української та інших культур.
Залежно від регіону спостерігається різниця в пріоритеті між м'ясо-молочними, борошняними і овочевими стравами. М'ясо (баранина, яловичина, конина, курятина) — невід'ємна частина кухні, його вживали у різному вигляді: свіже і в'ялене (къакъач та бастырма), дрібно нарізане і обжарене з цибулею (къавурма), засолене в бочках, у вигляді баранячої ковбаси (суджукъ), жарене на рожені (шишкебаб), поєднували з тістом та овочами. Молочна їжа мала важливе значення в щоденному раціоні кримських татар, зокрема кисломолочні продукти (къатыкь або ёгьурт), сир (ырымчыкъ), солодкі вершки (къаймакъ) і вершкове масло (сарыягъ), бринза (къашкъавал) та ін. Із традиційних напоїв виділяють каву (къаве), лікувальний напій із кобилячого молока (кумис), прохолодні кисломолочні язма або айран, слабоалкогольні буза чи махсыма, солодкі — шербет, компот хошаф. У приготуванні борошняних виробів тісто поєднували з овочами, молочними продуктами, м'ясом, злаками. Особливою популярністю користувалися чебуреки (чиберек), пироги (кобете), пиріжки (янтыкъ), рулети (бурма), солодка випічка.
Вживали багато овочів, зокрема засолених, фруктів та горіхів.

## Традиційні свята
Кримські татари відзначають як заг.-іслам. свята — Ораза-байрам, Курбан-байрам, Ашир, так і традиційні, пов'язані із сільським господарством. Серед найвідоміших — Йилбаши (22 грудня; Новий рік) — святкували багатим застіллям, діти ходили вулицями із піснями, дівчата колядували; Наврез (21 березня; поч. нового госп. року і весни) — перед святом прибирали у будинках, викидали старі речі, готували кобете і варили яйця, діти одягали маски і костюми кози, співали, дівчата ворожили, цього дня починали польові роботи; Дервиза (22 вересня; кінець госп. року) — починали із молитви і жертвоприношення барана, дівчата з гори котили сито — пророкували майбутній урожай, свято супроводжували танцями, піснями, хороводами; Хидирлез (п'ятниця 1-го тижня травня) — цього дня жінки випікали хлібці (къалакай і кобете), біля мечеті розводили багаття, через яке після вечір. молитви стрибали спершу чоловіки і хлопці, а потім жінки і дівчата. Кримські татари багато часу проводять на природі, біля води, де для дівчат встановлюють гойдалки, чоловіки влаштовують змагання з боротьби куреш, а завершуються гуляння танцем хоран.

## Традиційні заняття
Традиційними заняттями були скотарство і землеробство. В Криму розводили коней та овець, шерсть і шкіру яких використовували у ремісництві. У степовій частині півострова було розвинене хліборобство. У передгір'ях і на південному узбережжі займалися вирощуванням тютюну, льону, розведенням садів та виноградників, городництвом та бджільництвом. Ремісництво було розвинене у містах Карасубазар і Бахчисарай. В основі такого виробництва — складна цехова структура, заснована на давніх традиціях і мусульманських законах. Один раз на декілька років проходила посвята в майстри (теферуч), коли учень через спеціальні обряд отримував право працювати самостійно. У Карасубазарі діяли гончарні майстерні із виготовлення посуду й черепиці, кінської збруї, кольорової повсті, бавовняних, шерстяних, лляних полотен. Бахчисарай славився вичинкою шкіри, виготовленням кольорових сап'янів, ножів і зброї, ювелір. майстернями. Після депортації 1944 традиційні ремесла та кухня занепали. Із поверненням кримських татар почалося відродження основних ремесел: гончарства, вишивки, ткацтва, різьблення на дереві, ювелір. та ін.

## Рекомендована література
- Возгрин, В. Е. История крымских татар: очерки этнической истории коренного народа Крыма. Т. 1 : в 4 т. ‒ 3-е изд., стер. ‒ Симферополь: Тезис, 2013. — 872 с.
- Войтович, Л. Формування кримськотатарського народу: вступ до етногенезу / Ін-т українознавства ім. І. Крип'якевича НАН України, Львів. нац. ун-т ім. Івана Франка / Л. Войтович. — Біла Церква, 2009. — 214 с.
- Кримські татари: історія і сучасність (до 50-річчя депортації кримськотатарського народу): матеріали міжнар. наук. конф., 13–14 трав. 1994 р. / Ін-т нац. відносин і політології НАН України ; ред. Г. М. Аксельруд. — Київ: [б. в.], 1995. — 231 с.
- Аблямитова, Л. Символические аспекты национального крымскотатарского костюма в свадебном обряде / Л. Аблямитова // Нар. творчість та етнографія. — 2008. — № 1. — С. 24–31.
- Радде Г. И. Крымские татары. С.-Петербург, 1857;
- Крым и крымские татары. К., 1883;
- Васюков С. И. Крым и горные татары. С.-Петербург, 1904;
- Вадзинская А. В гостях у татар: Очерк из быта крымских татар. Москва, 1914;
- Куфтин Б. А. Жилище крымских татар в связи с историей заселения полуострова. Москва, 1925;* Боданинский У. А. Археологическое и этнографическое изучение татар в Крыму.
- Реконструкция народного хозяйства в Крыму. Сф., 1930;
- Заатов И. А. Материалы по истории и традиционной духовной культуре крымских татар. (В помощь работникам учреждений культуры края, идеологическому активу). Краснодар, 1989;
- Возгрин В. Е. Исторические судьбы крымских татар. Москва, 1992;
- Забвению не подлежит (из истории крымскотатарской государственности и Крыма). Казань, 1992;
- Куртиев Р. И. Календарные обряды крымских татар. Сф., 1996;
- Крикун Е. В. Памятники крымскотатарской архитектуры (XIII—XX вв.). Сф., 1998;
- Рославцева Л. И. Одежда крымских татар конца XVIII — начала XX вв. Историко-этнографическое исследование. Москва, 2000;
- Акчуріна-Муфтієва Н. Етнографічні дослідження кримськотатарського житла // НТЕ. 2005. № 1.